# プロゴルファー
プロゴルファー（Professional golfer）は、ゴルフ競技におけるプロフェッショナル（Professional）選手の呼称。

## 概要
一般にゴルフにおける「プロゴルファー」とは、下記の2つの意味を総称したものである。
- ツアープロ（トーナメントプロ）
- ティーチングプロ（レッスンプロ）

一般的なスポーツにおいては「プロフェッショナル=自らが競技することで報酬を得るスポーツ選手」と定義されることが多く、ゴルフにおけるティーチングプロのような存在は「プロインストラクター」などとして選手とは明確に区別されるのが普通だが（サッカーのように指導者限定のライセンス制度を設けている競技すらある）、ゴルフの場合は近年までツアープロとレッスンプロを明確に区別せず、双方をほぼ同じ基準で認定していた点が特異的である。
最近はツアープロとティーチングプロを区別し、プロ認定を行うためのテスト等を別々に実施するようになってきているが、現在も日本女子プロゴルフ協会（JLPGA）ではトーナメントプロテストの合格者に対しインストラクター（レッスンプロ）資格を付与するなど、依然として双方が密接に関係している。
男子のプロゴルファーは、トーナメントに出場するツアープロは日本ゴルフツアー機構（JGTO）が、ティーチングプロに関しては日本プロゴルフ協会（JPGA）がそれぞれ管轄している。
プロゴルファーに対しては、一般のアマチュアゴルファーと比べて様々な規則変更や規制が前倒しで適用されるケースが多い。特に近年はゴルフクラブに対する各種の開発規制（詳しくはクラブ (ゴルフ用具)#規制を参照）が厳しくなっており、アマチュアでは使用が許容されるクラブでもプロのツアー競技では使用を禁止されるケースが増えている。

### ツアープロ
プロゴルファーの中でも、実際にプロのツアー競技に参加することで賞金を獲得する者を、後述の「レッスンプロ」と区別する意味で「ツアープロ」あるいは「トーナメントプロ」と呼ぶ。基本的にはツアー競技に参加することで得られる賞金や、特定の企業と所属契約を交わすことで得られる契約金、ゴルフ用品メーカーとの間で交わすアドバイザリー契約などが収入源となる。

### ティーチングプロ
他のプロやアマチュアゴルファーにゴルフの指導を行うことで報酬を得る者を「ティーチングプロ」あるいは「レッスンプロ」などと呼ぶ。基本的には特定のゴルフ場やゴルフ練習場などに所属し、当該施設に来場したゴルファーの求めに応じて指導を行うのが一般的であるが、中にはたとえばタイガー・ウッズの歴代コーチであるブッチ・ハーモン、ハンク・ヘイニー、ショーン・ホーリー、また、キャロウェイと契約しているデビッド・レッドベター、日本では、レッスンプロの草分けといわれた小松原三夫、元プロ野球出身の後藤修、秋本祐作や、丸山茂樹らのコーチを務めた内藤雄士、片山晋呉・諸見里しのぶらのコーチとして知られる江連忠などのように、主にツアープロを相手に指導を行ったり、その知名度を活かしてDVDやレッスン書販売、テレビ出演などで収入を得ているものもいる。
なお日本においては、ティーチングプロの名称は公益社団法人日本プロゴルフ協会の登録商標となっている。

### その他
誰でも、プロ宣言を行えばプロゴルファーにもなれるし、趣味としてゴルフを行っていればアマチュアゴルファーである。ただし、各種ゴルフ連盟は独自にプロ、アマを定義しており、試合に参加するには主催する連盟が定義する資格が必要である。後述のプロゴルファー及びアマチュアゴルファーという用語はJGA及びJPGA/JLPGAが定めた用語であり、一般的な用語とは異なる。
ゴルファーが「プロ宣言」を行ったからと言って、「(JPGA/JLPGA)プロゴルファー」になる訳ではない。そして後述する理由で「(JGA)アマチュア資格」を失ったとしても、そのゴルファーは「(JGA)アマチュア資格のないゴルファー」であって「(JPGA/JLPGA)プロゴルファー」ではない。
プロゴルファーとはPGAプロテストまたは、ティーチングテスト（各国でPGA以外のティーチングライセンスも複数存在する）。もう一つJGTOのツアー資格（「サード」をクリアするとプロとして活動できる。JGTOの主宰する試合の予選に出る資格が与えられる）は、「サード」をクリアしてもその年シードが、取れなければ再受験となる。その時はプロの称号は無いが、アマチュアの試合に出られない、アマチュア資格のないゴルファーとなる。ゴルフ研修生などは、PGA、JGTOプロテストを受験して合格しなくても一定の条件さえ満たしていれば、アマチュア資格を持ち続けることも出来る。
プロライセンス・ツアープロライセンスの無い「プロゴルファー」も一部に存在する。日本ではあまりメジャーではないが、ドラコン選手である（ドライビングコンテスト。ドライバーでどの位遠くまでボールを飛ばせるかを競う）専門の選手で、LDA世界ドラコン選手権やL-1グランプリなどといった「賞金」つきのドラコン大会も複数存在する、上位選手には南出仁寛などメディアに露出しゴルフ用品メーカーと契約を結ぶ者もいる。ただ2011年現在、ドラコン専門選手のプロテストは日本では行われていない。
また名誉あるゴルファーが、特例としてプロ宣言で宣言プロになる事が出来る（プロ宣言の詳細は、JGAルール参照の事）。

## 日本の場合

### 統括団体
日本の法律では職業としてゴルフを行うのに資格は必要ないが、出場する試合を行う団体が設定する資格が必要になる（誰でも参加できる賞金が出るゴルフ大会の主催や参加は制限されないが、そのような試合に出場して賞金を受け取った場合はJGAのアマチュア資格の条件からは外れる。）。またゴルフトレーナーが「認定プロ」と名乗るにはその団体が設定する資格が必要になる（単に職業としてゴルフを教えることは誰でも出来るが、JGAのアマチュア資格の条件からは外れる）。日本で最も大きいプロゴルファーの統括団体は、男子は日本プロゴルフ協会（JPGA）、女子は日本女子プロゴルフ協会（JLPGA）である。現在男子プロのみティーチングプロとツアープロの統括する団体が別組織で統括しており、主にティーチングプロを統括している団体が日本プロゴルフ協会（JPGA）でツアープロを統括している団体が日本ゴルフツアー機構（JGTO）である。以下の記述ではJPGA及びJLPGAの規定について記述する。

### ツアープロ
日本でツアープロになるためには、自らが参加を希望するツアーの参加資格を得ることが必要となる。かつては参加資格取得には、レッスンプロと同様にJPGAもしくはJLPGAの主催するプロテストに合格する必要があったが、現在は以下のようになっている。
- 男子のツアープロについては、日本ゴルフツアー機構（JGTO）が毎年実施するクオリファイングトーナメント（QT）に参加して成績上位順から順位付けが行われる。そのランキングにより来季ツアーへの参加資格を得ることができる。QTには、日本ゴルフ協会（JGA）のハンデキャップが3.0以内や、日本ゴルフ場支配人会連合会加盟ゴルフ場の所属責任者の署名捺印を受けた者、日本国内の高校ゴルフ部在籍経験者または大学ゴルフ部在籍経験者で所属責任者の捺印を受けた者、など一つでも条件を満たしていれば一般アマチュアゴルファーでも参加することが出来る。ただし、成績上位に入った場合のランキングは、プロ宣言を行った場合にのみ与えられる。JPGAでも「資格認定プロテスト」の名称でトーナメントプロテストを行っているが、同テストに合格して得られるのはJPGA主催大会（日本プロゴルフ選手権大会など）の予選会出場資格であり、JGTO管轄の大会に関しては別途QTで上位に入らなければツアー出場資格は原則として得られない（ただしJPGAのトーナメントプロについてはQTにおいてシード等が与えられる）。
- 日本プロゴルフ協会の資格認定プロテストは、2013年に公益社団法人化されたことを受けて、満16歳以上の男子であれば、書類審査を経て、プレ予選大会から受験することができるようになった[3]。
- 男子のシニアツアー（PGAシニアツアー）については、JPGAが実施する予選会に参加して合格した場合にツアーの参加資格を得ることができる。レギュラーツアーと異なり、予選会参加には原則としてJPGAのトーナメントプロであるか、ティーチングプロのうち選考会を通過していることが必要。
- 女子については、JLPGAが実施するQTに合格した場合にツアーへの参加資格を得ることができる。QTにはJLPGA会員の推薦を受けるなど一定の条件を満たせば一般人も参加可能。(2020年廃止)現在は、JLPGA正会員のみQT出場出来る。JLPGAではQTとは別にトーナメントプロテストも実施している（合格者は男子レギュラーツアー同様、QTのシード権が与えられる）。なおプロテスト合格者のうち1位の者には同年のツアー後半の参加資格が与えられるほか、合格者全員にステップ・アップ・ツアーの出場資格（2年間）が与えられるなど、プロテストの結果とツアー出場資格が一部連動している。

またアマチュア選手としてツアー競技に参加し優勝した場合にも、その後にプロ宣言を行えば優勝した競技に応じてシード権等が有効となる（過去には宮里藍、石川遼、松山英樹、畑岡奈紗、古江彩佳がこの形でツアープロに転向している。ただし勝みなみは権利を行使せず、高校卒業後にプロテストに合格してツアープロに転向している）。ツアープロの中でも、ツアー競技においてシード権を獲得しているものは当該ツアーの「ツアーメンバー」と称される。
2005年まではPGAシニアツアーにおいて、50歳以上のアマチュアゴルファーの中で規定の予選会を突破するなど成績優秀な者に対しシニアツアーへの出場資格を与える「シニア認定プロ」制度を設けていた（過去には霍本謙一、古市忠夫、徳永雅洋、辺土名求などの例がある）。

### ティーチングプロ
ティーチングプロになるためには、JPGAもしくはJLPGAが実施する資格認定講習会に合格することが必要。
- JPGAの場合、実技審査、筆記・面接試験の後、講習会と実技審査（約1年間）を経てB級会員となり、その後1年間の研修期間・A級講習会を経てA級会員となる（なお経過措置として、「C級」が以前からのティーチングプロのためにのみ存在する。一般の人がC級会員になる事は出来ない）。
- JLPGAの場合は、合格後まず「ティーチングアシスタント」として研修を積んだ上で、研修会での実技テストで一定以上の成績をクリアするとC級講習会の受講が認められ、以後B級→A級とステップアップする。

## アマチュア資格

### 統括団体
日本の法律では趣味（アマチュア）としてゴルフを行うのに資格は必要ない。また、賞金を受け取る事も違法では無い(賭博に該当する賞金システムは不可。また、適切な税務処理は必要である。)。ただし、アマチュア団体によっては資格を厳格に定めており、一団体である日本ゴルフ協会（JGA）が主催する競技に出場するにはJGAが定めるアマチュア資格が必要になる。以下の記述はJGA内の規則に基づいて書かれた物である。

### JGAの定めるアマチュア資格
ゴルフにおいては歴史的経緯から、アマチュア資格を極めて厳格に管理していることも特徴的である。現在、プロテストに合格する・プロ宣言を行うなど自らの意思でプロに転向する以外にも、以下の行為を行ったゴルファーは、アマチュア資格を即時に喪失するとされている。なお2022年にゴルフ規則が改正され、従前に比べ一部規制が緩和されている。
- ゴルフをプレーして、以下の基準を超える賞金または賞品を受け取ること。
  - スクラッチ競技の場合、10万円以下の賞金または賞品
  - ハンディキャップ競技の場合、10万円以下の賞品（賞金の受け取りは一切禁止）
  - なおドライビングコンテストやパッティングコンテスト等については、それ単体で行われる場合には一切制限がない。一方で通常のゴルフ競技中に行われるドラコン賞・ニアピン賞などは規制の対象となる[4]。
  - ホールインワン賞については従来どおり規制対象外となるが、距離が50メートル以上あることが条件[5]。
- プロフェッショナルとしてゴルフ競技でプレーすること[4]。
- ゴルフ技術の指導をして報酬（金額を問わない）を得ること。
  - 特例措置として学校の教員などは勤務時間の50%以下の指導であれば可能。（学校のゴルフ部顧問までプロ扱いになってしまうための対策）[5]
  - 特定のゴルファーを指導するのではなく、一般的な技術論や自分自身のスイングの解説などを書籍・映像等の形で公開し報酬を得ることは可能[4]。
- ゴルフ場・ゴルフ練習場などにプロフェッショナルとして雇用される、または自身が自営業者としてそれらを経営すること[4]。
- プロフェッショナルゴルファーのための協会の会員となること[4]。

2022年以前の旧規則では「ゴルフの手腕や名声（Golf Skill or Reputation）のあるアマチュアゴルファー」について、その氏名・肖像を宣伝・広告に利用することが禁止されていたが、新規則ではそれが撤廃された。

### アマチュア復帰手続き
アマチュア規則に違反しアマチュア資格を喪失した者のうち希望するものは、統括団体（日本の場合JGA）に申請を行うことでアマチュア資格の復帰を行うことができる。ただし復帰の回数は生涯を通じて最大2回までに制限される。
また復帰を希望する者は、復帰申請後一定期間（アマチュア規定に反した期間が5年未満であれば1年間、5年以上6年未満の場合は2年間）の待機期間を経る必要がある。待機期間中はアマチュア規則の厳格な遵守が要求されるだけでなく、アマチュアゴルファーに対象を限定した賞を受け取ることができないなど、通常のアマチュアよりもさらに厳しい制限下に置かれる。
6年以上アマチュア規定に反した著名なプレーヤーはアマチュアへの復帰はできない。